# Hochtakelung

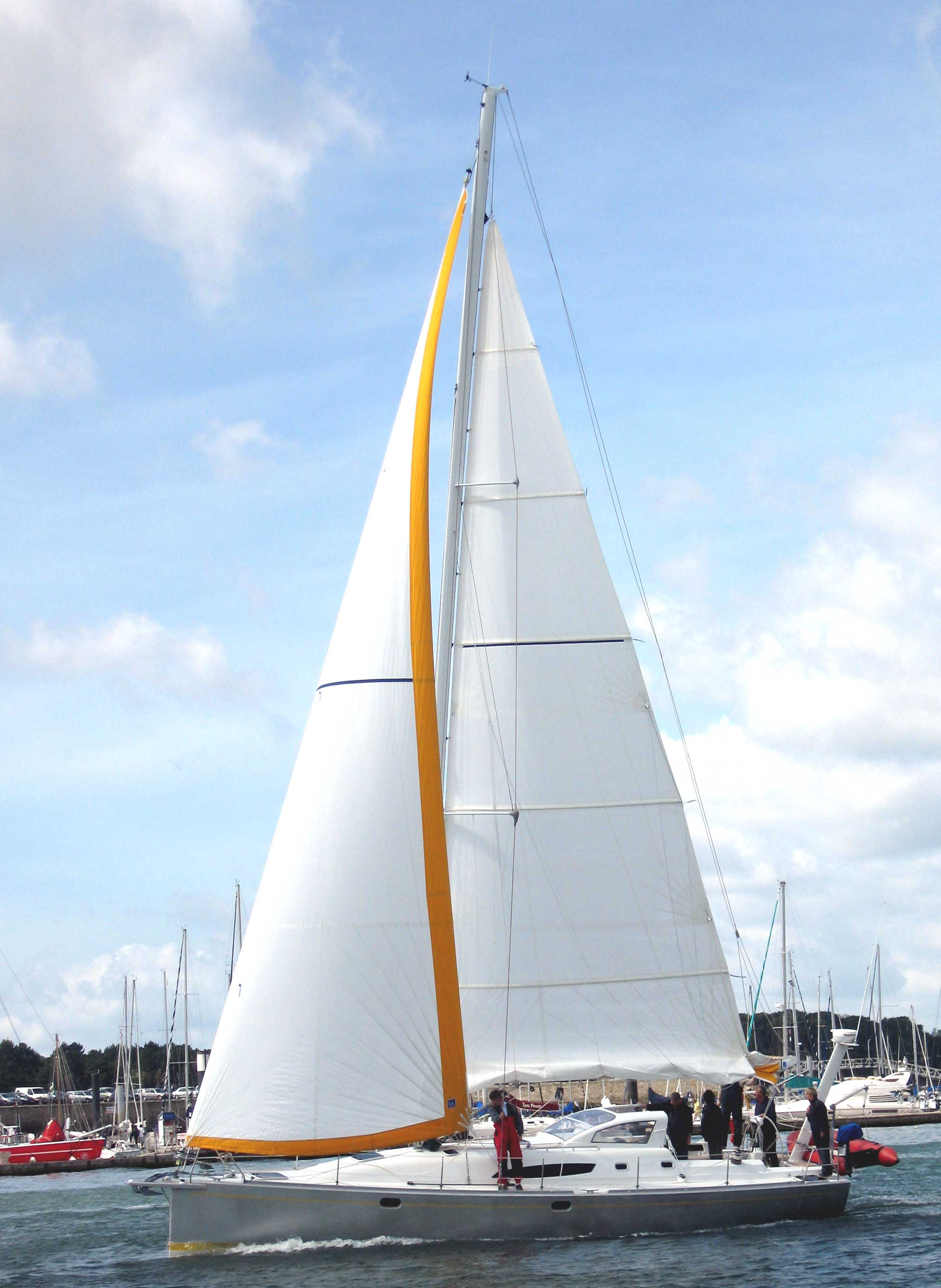
Hochgetakelte Segelyacht

Die Hochtakelung, auch das Hochrigg, ist eine Schrattakelung, bei der als Hauptsegel ausschließlich dreieckige Hochsegel oder Square-Headsegel verwendet werden. Wird die Hochtakelung an einem Einmaster mit einem ebenfalls dreieckigen Vorsegel kombiniert, spricht man vom Bermudarigg, das bei modernen Segelbooten und -yachten weit verbreitet ist.
Historische Vorgänger der Hochtakelung sind das Lateinersegel und die Gaffeltakelung. Während bei ihnen der Schiffsmast und die Segelfläche aus konstruktiven Gründen meist in kleinere Abschnitte unterteilt waren, besitzen hochgetakelte Schiffe durchgehende Masten mit hoch aufragenden und ungeteilten Segeln. Hochsegel werden nicht mehr von Ruten oder Gaffeln getragen, sondern mit ihrem Vorliek am Mast angeschlagen (befestigt).
Die Topptakelung ist eine Hochtakelung, bei der alle Segel bis zur Mastspitze reichen, während dies bei Dreivierteltakelung und Siebenachteltakelung nicht der Fall ist.

## Entwicklung

### Marconi-Rigg

Geteilte Segelflächen beim Gaffelkutter-Rigg

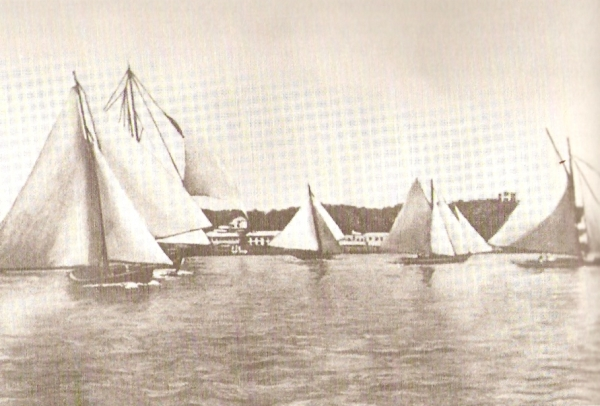
Bermuda: Regatta im 19. Jahrhundert

Ungeteilte Segelflächen einer Bermuda-Slup

Im Yachtsport wurde der Übergang von der Gaffeltakelung, insbesondere vom Steilgaffelrigg, zur Hochtakelung zu Beginn des 20. Jahrhunderts eingeleitet. Der Brite Charles E. Nicholson erprobte 1912 erfolgreich auf der Yacht Istria eine durchgehende, ungeteilte Mastkonstruktion, an der oberhalb des Gaffelsegels ein weiterhin vorhandenes Toppsegel direkt, ohne weitere Spiere, angeschlagen war. Sein hohes Marconi-Rigg war nach den Telegrafenmasten der Marconi Company benannt.

### Bermuda-Rigg

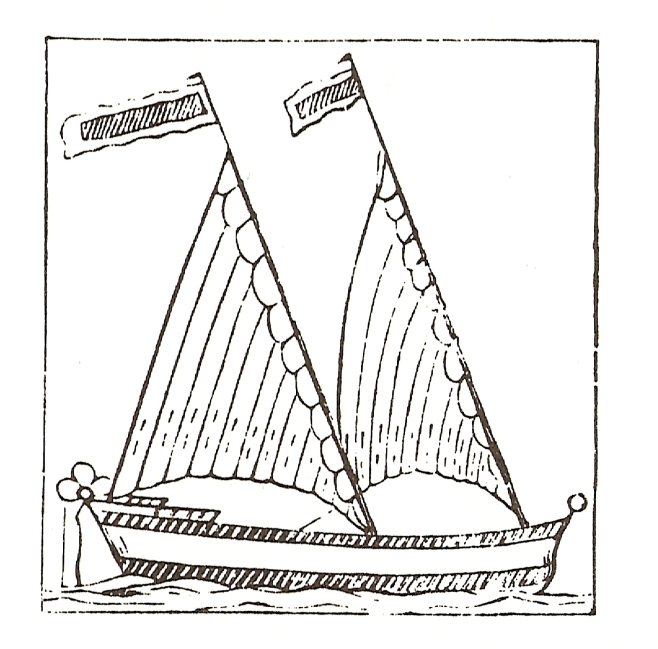
Bild eines Bermuda-Segelschiffs aus dem 17. Jahrhundert

1919 ersetzte der amerikanische Yachtbauer Herreshoff das Toppsegel komplett durch ein durchgängiges Großsegel. Diese Takelung erhielt die Bezeichnung Bermuda-Rigg oder -Takelung nach den Bermuda-Inseln, wo sie auf Fischer- und später Sportbooten als Leichtwind-Takelung schon lange Zeit in Gebrauch war.

### Weiterentwicklung
Der Norweger Johan Anker ersetzte schließlich die bis dahin im Regattasport der 12-mR-Yachten übliche Kuttertakelung mit geteilter Vorsegelfläche durch die Sluptakelung mit einem einzigen Vorsegel, nachdem er diese als leistungsfähiger erkannt hatte. Weitere Entwicklungsschübe erhielt die Hochtakelung durch die Experimente und Forschungsergebnisse von etwa Manfred Curry und Uffa Fox, an deren Ende das mit Segellatten aerodynamisch profilierte Großsegel und die den Mast überlappende Genua standen.
Der Siegeszug der Hochtakelung, der sich im Regattasport bereits zu Beginn des 20. Jahrhunderts andeutete, benötigte dennoch einige Jahrzehnte bis zur heutigen Vorherrschaft. Nachdem der Bau von kommerziell betriebenen Frachtsegelschiffen ohnehin zum Erliegen gekommen war, blieb die Weiterentwicklung von Boots- und Segeltechnik dem Yachtbau überlassen. Durch zwei Weltkriege und globale wirtschaftliche Krisen unterbrochen, stagnierte aber auch dieser über längere Zeiten und neben Bermuda-Slups blieben gaffel- und kuttergetakelte Freizeit- und Regattayachten erfolgreiche Bootstypen.
Nicht zuletzt bedurfte es der Entwicklung neuer Materialien und Produktionstechniken, bis sich das Konzept hochgetakelter Slups im modernen Serienbau vollends durchsetzte. „Widerstandsfähige und in industriellen Verfahren besser verwertbare Materialien, wie formverleimtes Holz, GFK, neue Leichtmetallegierungen und Stahlsorten samt den dazugehörenden Schweißverfahren […], Leichtmetall für Masten und Spieren, Nirodraht und sogar Stahlschienen für das stehende Gut, Dacron für Segel und Tauwerk, alles Dinge, die nicht nur die Widerstandsfähigkeit der Boote erhöhen, sondern auch die Pflege wesentlich erleichtern.“

## Vergleich der Hochtakelung mit der Rah- und der Gaffeltakelung

Beim Gaffelsegel ist mehr Segelfläche von Turbulenzen (dunkel) betroffen als beim flächengleichen Hochsegel

Gegenüber der Rahtakelung hat die Hochtakelung die typischen Vorteile von Schratsegeln. Mit ihnen kann ein kleinerer Winkel zum scheinbaren Wind erreicht werden, der einem Segelschiff bessere Kreuzeigenschaften verleiht.
Auch im Vergleich mit anderen Schrattakelungen wie der Gaffeltakelung oder der Spriettakelung bietet das Hochsegel bessere Segeleigenschaften, weil es höher aufragt. Da sich an jedem Segel am unteren und oberen Rand Luftturbulenzen bilden, ist vor allem der mittlere Teil eines Segels effektiv; dieser mittlere Teil ist beim Hochsegel größer als bei einem gleich großen Gaffelsegel.
Die schlanke Form des Hochsegels bietet den Vorteil, dass sich das Segel gut zum Wind ausrichten lässt, weil sich alle Schratsegel unter der Windbelastung mit zunehmender Entfernung vom Mast verwinden und damit ihre optimale Form verlieren. Außerdem reicht das Hochsegel in höhere Luftschichten, in denen die Windgeschwindigkeit etwas höher ist, weil sie nicht so stark von der Wasseroberfläche abgebremst werden. Die Vorteile des Hochsegels werden teilweise ausgeglichen, wenn auf einem gaffelgetakelten Schiff ein Gaffeltoppsegel gesetzt wird. Ein Nachteil des Hochsegels ist die erhöhte Materialbelastung, die durch den Einsatz entsprechend kostspieliger Materialien aufgefangen werden muss.
Betrachtet man dagegen die an einen gegebenen Mast anschlagbare Segelfläche, so sind die trapezförmigen Gaffelsegel etwa doppelt so groß wie die dreieckigen Hochsegel. Allerdings führt der Gaffelbaum zu einem erheblichen Gewicht hoch am Mast, wodurch sich der Schwerpunkt deutlich nach oben verlagert, was durch höheren Ballast ausgeglichen werden muss.
Ein Hochsegel ist einfacher zu setzen als ein Gaffelsegel, weil das Gewicht des Gaffelbaums entfällt. Außerdem lässt sich das Segel mit nur einem Fall setzen, da der Zug nur an einem Punkt, dem Segelkopf ansetzt. Da die Neigung des Gaffelbaumes veränderlich ist, müssen bei einem Gaffelsegel dagegen zwei Fallen, die Klau- und die Piekfall, gesetzt werden. Mit dem zusätzlichen Setzen eines Gaffeltoppsegels erhöht sich der Flächenvorteil gegenüber dem Hochsegel weiter, aber auch der Arbeitsaufwand steigt.